# (23638) Nagano
(23638) Nagano est un astéroïde de la ceinture principale.

## Description
(23638) Nagano est un astéroïde de la ceinture principale. Il fut découvert le 6 janvier 1997 à Chichibu par Naoto Satō. Il présente une orbite caractérisée par un demi-grand axe de 2,34 UA, une excentricité de 0,07 et une inclinaison de 5,5° par rapport à l'écliptique.

## Compléments